# Riccardo Toros
Riccardo Toros est un footballeur italien né le 1er décembre 1930 à San Lorenzo Isontino, et mort le 27 juin 2001 dans la même ville. Il évoluait au poste de gardien de but.

## Biographie
Riccardo Toros débute à 16 ans dans le club de la Pro Gorizia en Serie C. Après un passage au Chieti en Serie C, il rejoint en 1952 Fanfulla en Serie B,. Ses performances lui valent d'être recruté par l'AC Milan en 1954, où il devient la doublure de Lorenzo Buffon.
Il remporte le Scudetto en 1955, disputant deux matchs durant la saison. Il participe également au match pour la troisième place de la Coupe latine 1955 remportée contre Belenenses.
Après son passage à Milan, Toros rejoint la Fiorentina, où il remporte un autre Scudetto lors de la saison 1956. Il est cependant souvent remplacé par Giuliano Sarti et plus tard par Enrico Albertosi. Avec la Fiorentina, il fait partie du groupe finaliste malheureux de la Coupe des clubs champions européens 1956-1957 : il dispute 3 rencontres durant la compétition dont les deux matchs des quarts de finale contre les Grasshopper Zurich.
Par la suite, Toros rejoint la SPAL où il est titulaire, puis il évolue à Palerme, à Pistoiese et enfin à la Triestina, où il met fin à sa carrière après avoir contribué à la promotion de l'équipe en Serie B,.
Après avoir pris sa retraite en 1964, Riccardo Toros se consacre au développement des jeunes joueurs, travaillant dans les secteurs de formation de nombreux clubs locaux, notamment San Lorenzo, Capriva, Cividale, et Pro Gorizia.

## Palmarès
AC Milan
- Serie A :
  - Champion : 1954-1955.

 ACF Fiorentina
- Serie A :
  - Champion : 1955-1956.

- Coupe Grasshoppers (it) :
  - Vainqueur : 1952-1957.

 US Triestina Calcio
- Serie C :
  - Champion : 1961-1962.